# 5281 Lindstrom
Az 5281 Lindstrom (ideiglenes jelöléssel 1988 SO1) a Naprendszer kisbolygóövében található aszteroida. Schelte J. Bus fedezte fel 1988. szeptember 6-án.